# Germering
Germering är en stad i Landkreis Fürstenfeldbruck i Regierungsbezirk Oberbayern i förbundslandet Bayern i Tyskland.